# Tritoniopsis
Tritoniopsis é um género de plantas com flor pertencente à subfamília Crocoideae da família Iridaceae, que integra 24 espécies de plantas perenes, bulbosas, oriundas da África Austral. Este género integra a tribo monotípica Tritoniopsideae.

## Descrição
Tritoniopsis é um género de monocotiledóneas da família Iridaceae, correspondente a um conjunto de espécies descritas ao nível taxonómico de género em 1926 pela botânica sul-africana Harriet Margaret Louisa Bolus. Todos os membros deste género são endemismos da Província do Cabo na África do Sul.
A maioria das espécies que compõem esse género floresce no verão, quando as folhas já estão secas. As flores, actinomórficas a zigomórficas, são geralmente rosa ou vermelhas, embora também existam espécies com flores brancas, amarelas, acastanhadas ou cremes. O género tem dois números cromossómicos básicos, x = 15 e x = 16.
A biologia da polinização de Tritoniopsis é bastante surpreendente. Existem espécies que apresentam flores com as tépalas soldadas na base (conatas) formando um pequeno tubo rosa que são polinizadas pelas abelhas que buscam o seu néctar. A partir desses caracteres florais, considerados ancestrais, vários modos mais especializados de polinização foram derivados durante a evolução do género. Assim, quatro espécies com tubos florais alongados e com perianto bilabiado rosa ou vermelho são polinizadas por aves do género Nectarinia (das Passeriformes) ou pela borboleta da espécie Aeropetes tulbaghia. Duas outras espécies, com flores rosa com margens vermelhas, são polinizadas por moscas do género Prosoeca (Nemestrinidae). A espécie Tritoniopsis parviflora, por sua vez, é considerada única entre as Iridiaceae da África do Sul, pois além de apresentar néctar açucarado, produz óleos nas flores como recompensa para as abelhas da espécie Redivia gigas (Melittidae) que a polinizam.

## Taxonomia
O género foi descrito por Harriet Margaret Louisa Bolus e publicado em South African Gardening 19: 123. 1929. A etimologia do nome genérico é uma alusão ao género africano Tritonia combinado com o sufixo grego opsis, que significa "semelhante a", reconhecendo a semelhança morfológica entre estes grupos, ou seja o nome genérico significa «similar ao género Tritonia». Nas mais recentes classificações, o género constitui uma tribo da subfamília Crocoideae, designada por Tritonopsideae.
Na sua presente circunscrição taxonómica o género Tritoniopsis inclui as seguintes espécies:
- Tritoniopsis antholyza (Poir.) Goldblatt 1991
- Tritoniopsis bicolor J.C.Manning & Goldblatt 2001
- Tritoniopsis burchellii (N.E.Br.) Goldblatt 1990
- Tritoniopsis caledonensis (R.C.Foster) G.J.Lewis 1959
- Tritoniopsis dodii (G.J.Lewis) G.J.Lewis 1959
- Tritoniopsis elongata (L.Bolus) G.J.Lewis 1959
- Tritoniopsis flava J.C.Manning & Goldblatt 2001
- Tritoniopsis flexuosa (L.f.) G.J.Lewis 1959
- Tritoniopsis intermedia (Baker) Goldblatt 1990
- Tritoniopsis lata (L.Bolus) G.J.Lewis 1959
- Tritoniopsis latifolia G.J.Lewis 1959
- Tritoniopsis lesliei L.Bolus 1929
- Tritoniopsis nemorosa (E.Mey. ex Klatt) G.J.Lewis 1959
- Tritoniopsis parviflora (Jacq.) G.J.Lewis 1959
- Tritoniopsis pulchella G.J.Lewis 1959
- Tritoniopsis pulchra (Baker) Goldblatt 1990
- Tritoniopsis ramosa (Klatt) G.J.Lewis 1959
- Tritoniopsis revoluta (Burm.f.) Goldblatt 1992
- Tritoniopsis toximontana J.C.Manning & Goldblatt 2001
- Tritoniopsis triticea (Burm.f.) Goldblatt 1990
- Tritoniopsis unguicularis (Lam.) G.J.Lewis 1959
- Tritoniopsis williamsiana Goldblatt 1990